# هارلي نولز
هارلي نولز Harly Knoles (1880 – 1936) مخرج سينمائي بريطاني، ينتمي لعصر السينما الصامتة. عمل في العقد الثاني من القرن العشرين في الولايات المتحدة الأمريكية.

## من أفلامه
- اليد المسيطرة 1915
- زوجة الأخ 1916
- الفردوس المسروق 1917
- المتطوع 1917
- ثمن الفخر 1917
- مغامرات كارول 1917
- الدوقة الصغيرة 1917
- صفقة تسوية 1917
- اللص 1917
- أرواح بلا هدف 1917
- لغز الصفحة 1917
- المجذوم الاجتماعي 1917
- محاكمة البلشفية 1919
- مذنب بالحب 1920
- نصف ساعة 1920
- مغامرات رومانسية 1920
- كارنيفال 1921
- الفتاة البوهيمية 1922
- زوجات ليو تايلر 1926
- الشيخ الأبيض 1928
- الجيل الصاعد 1928
- قلوب أيرلندية 1934

## روابط خارجية
- هارلي نولز على موقع IMDb (الإنجليزية)
- هارلي نولز على موقع أول موفي (الإنجليزية)
- هارلي نولز على موقع قاعدة بيانات الأفلام السويدية (السويدية)
- هارلي نولز على موقع قاعدة بيانات الفيلم (الإنجليزية)
- هارلي نولز على موقع كينوبويسك (الروسية)